# Beyond All Sense 2005
Beyond All Sense 2005 är Destinys sjätte album, släppt 2005 enbart på CD.
Det här är en nyinspelning av Destinys första album, Beyond All Sense, som släpptes i Marsh 1985. Originalutgåvan gavs enbart ut i Sverige i en begränsad utgåva på 2000 ex och endast på vinyl.
Större delen av musiken är komponerad av Magnus Österman, och John Prodén, båda bandets originalgitarrister. Håkan Ring, bandets första manliga sångare skrev de flesta texterna. Två låtar från originalutgåvan saknas; den instrumentala akustiska "Lost To Heaven" framförd enbart av Prodén och introt "Destiny" som alltid öppnar Destinys konserter. De är ersatta av två tidigare outgivna bonuslåtar från samma tidsperiod. "Ode To You" ursprungligen från 1983; dock med helt nyskriven text av Kristoffer Göbel som en hyllning till Dimebag Darrell. "No Way Out" skulle egentligen varit med på originalutgåvan men fick inte plats p.g.a. vinylens tidsbegränsning. Även här skrev Göbel en helt ny text, den här gången om Ozzy Osbourne och dokusåpor.

## Låtar
1. "Sacrilege” 4:30  Music: Prodén  Lyrics: Ring
2. ”Kill The Witch” 3:48  Music: Prodén  Lyrics: Ring
3. ”Ode To You” * 4:08 (bonus track)  Music: Österman/Björnshög  Lyrics: Göbel
4. ”Spellbreaker” 4:11  Music: Österman  Lyrics: Österman
5. ”Power By Birth” 4:53  Music: Österman/Prodén  Lyrics: Österman
6. ”Rest In Peace” 5:12  Music: Österman/Prodén  Lyrics: Ring
7. ”Madame Guillotine” (Hang Them High) 3:44  Music: Prodén/Björnshög  Lyrics: Ring/Göbel
8. ”No Way Out” * 4:13 (bonus track)  Music: Prodén/Björnshög  Lyrics: Göbel
9. ”More Evil Than Evil” 4:04  Music: Prodén  Lyrics: Ring
10. ”Sirens In The Dark” 7:34  Music: Österman/Björnshög  Lyrics: Ring

## Musiker
- Sång: Kristoffer Göbel
- Bas: Stefan Björnshög
- Gitarr: Janne Ekberg
- Trummor: Birger Löfman